# Maru R. García-Peña
María del Rosario "Maru R." García-Peña  (Ciudad de México, 1950) es una botánica, taxónoma, bióloga, conservadora, y profesora mexicana.
Ha trabajado extensamente con investigaciones en la familia de las lamiáceas de Centro y Sudamérica.
Jefa del Programa de Préstamos del Herbario Nacional y del registro de movimientos con base de datos. Colabora en el Proyecto de Curatela y Digitalización de Tipos supervisando la data de ejemplares en una base. Supervisa la digitalización de imágenes y la obtención de los prólogos para cada especie. Jefa de la Sala Salvia, atiende visitantes; intercala ejemplares; colabora en formar recursos humanos imparte cursos de entrenamiento en manejo de herbarios y en la familia Lamiaceae, publica contribuciones científicas en revistas arbitradas. Desarrolla actividades administrativas, académicas, y científicas en el Instituto de Biología de la Universidad Nacional Autónoma de México (UNAM) encargada de la "Sala Salvia.
Obtuvo en 2008, la maestría, por la Universidad Nacional Autónoma de México; y, antes, en 1976, la licenciatura en biología por la misma casa de altos estudios.
Es autora en la identificación y nombramiento de nuevas especies para la ciencia, a abril de 2016, posee seis registros de especies nuevas para la ciencia, especialmente de la familia Lamiaceae, y con énfasis del género Cunila, publicándolos habitualmente en Anales Inst. Biol. Univ. Nac. Autón. México, Kew Bull., y en Phytotaxa (véase más abajo el vínculo a IPNI).

## Algunas publicaciones
- maru r. García-Peña, j.g. González-Gallegos. 2013. Cunila jaliscana (Lamiaceae) a new species from Jalisco, Mexico. Phytotaxa 125 (1): 17 - 24.
- m.j. Martínez-Gordillo, i. Fragoso-Martínez, maru r. García-Peña, o. Montiel. 2013. Géneros de Lamiaceae de México, diversidad y endemismo. Revista Mexicana de Biodiversidad, 84: 30 - 86.
- h. Ochoterena, m.r. García-Peña. 2011. MEXU/Tipos de plantas vasculares. unibio.ibiologia.unam.mx/collections/specimens/urn/IBUNAM:MEXU:PVT
- r. Govaerts. maru r. García-Peña. 2009. World Checklist of Lamiaceae: Salvia and Cunila. The Board of Trustees of the Royal Botanic Gardens, Kew. Publicado en internet; http://www.kew.org/wcsp/
- s.i. Lara-Cabrera, maru r. García-Peña. 2008. Lectotypification of Salvia elegans (Lamiaceae). Revista Mexicana de Biodiversidad 79 (1): 261 - 264.
- j. Romero-Napoles, maru r. García-Peña, c.d. Johnson. 2006. Ecology of Stator dissimilis Johnson & Kingsolver (Coleoptera: Chrysomelidae: Bruchinae) in seeds of Lepechinia (Lamiaceae) a new host genus for bruchines, with an ecological comparison to other species of Stator. Coleopterists Bulletin 60 (1): 81 - 85.
- maru r. García-Peña, josé ledis Linares. 2004. Un nuevo registro de Cunila leucantha en El Salvador. Anales del Instituto de Biología, Universidad Nacional Autónoma de México, Serie Botánica 75 (2): 221 - 223.
- -------------------, ------------------. 2004. Nuevo registro de Cunila leucantha (Lamiaceae) en El Salvador. Anales del Instituto de Biología. Serie Botánica 75 (2): 221 - 223.
- -------------------, f. Chiang. 2003. Cunila leucantha and C. polyantha (Lamiaceae), confused neotropical species. Taxon 52 (1): 129 - 132.
- j.c. Montero-Castro, m. Sousa-Peña, maru r. García-Peña. 2001. Catálogo de ejemplares tipo del Herbario Nacional de México (MEXU). V. Solanaceae. Anales del Instituto de Biología, Universidad Nacional Autónoma de México, Serie Botánica 72: 119 - 122.
- maru r. García-Peña, pedro Tenorio Lezama. 1997. Especie nueva de Cunila (Lamiaceae) del estado de Durango, México. Anales del Instituto de Biología. Serie Botánica 1997, 68 (1): 1 - 5. ISSN 0185-254X.
- maru r. García-Peña. 1992. An approach to the taxonomy of Cunila. Lamiales Newsletter 1:21. Royal Botanic Gardens, Kew.

### Cap. de libros
- maru r. García-Peña. 2013. Sala Salvia. En: M. Olvera-García y M. H. Flores-Olvera (comps.) Índice de Géneros en el Herbario Nacional de México (MEXU). Instituto de Biología, Universidad Nacional Autónoma de México. http://unibio.unam.mx/generosmexu/index.jsp Archivado el 4 de octubre de 2018 en Wayback Machine.
- -------------------. 2012. Lamiaceae: Hedeoma. 373 - 374. Lamiaceae: Cunila. 372-373. En: Davidse, G., M. Sousa Sánchez, S. Knapp y F. Chiang Cabrera (eds.) Flora Mesoamericana: Rubiaceae a Verbenaceae, parte 2. Missouri Botanical Garden Press. St. Louis Missouri, Estados Unidos, v. 4, 533 p.
- -------------------, r. Medina-Lemus. 2011. Angiospermae Magnoliopsida. Lamiaceae Martinov ex Juss. 229 - 232. En: A.J. García-Mendoza, y J.A. Meave (eds.) Diversidad florística de Oaxaca: de musgos a angiospermas (colecciones y lista de especies). Universidad Nacional autónoma de México-Comisión Nacional para el Conocimiento y Uso de la Biodiversidad. Distrito Federal, México. 352 p.
- -------------------. 2010. Lamiaceae. 8 - 97. En: J. Labastida, E. Morales-Campos, J. L. Godínez-Ortega, F. Chiang-Cabrera, M. H. Flores-Olvera, A. Vargas-Valencia y M. E. Montemayor-Aceves (coords.) José Mariano Mociño y Martín de Sessé: La Real Expedición Botánica a Nueva España. De familia Lamiaceae a familia Malvaceae. Ilustraciones de Atanasio Echeverría y Godoy y Juan de Dios Vicente de la Cerda. Universidad Nacional Autónoma de México y Colegio de Sinaloa. Distrito Federal, México, v. 7, 424 p.
- j. Romero, maru r. García-Peña. 2006. Nuevo genero hospedero del bruquido Stator dissimilis Johnson & Kinsolver y algunas observaciones sobre su biologia (Coleoptera: Bruchidae). 416 - 421. En: E. Estrada, J. Romero N., A. Equihua M., C. Luna L. y J. L. Rosas A. (Com. Entomología Mexicana. Sociedad Mexicana de Entomología, A. C. Distrito Federal, México, v. 5 tomo 1, 635 p.

## Membresías
- Botanical Society of America.